# Helige Andes kyrka, Hvar
Helige Andes kyrka (kroatiska: Crkva sv. Duha) är en kulturminnesskyddad romersk-katolsk kyrka i staden Hvar på ön Hvar i Kroatien. Den uppfördes i slutet av 1400-talet och är den enda kyrkan i den historiska stadsdelen Groda innanför stadsmurarna.

## Arkitektur och historik
Den sengotiska kyrkan uppfördes av Helige Andes brödraskap på platsen för ett äldre kapell. Den invigdes år 1493 och har en rektangulär planritning med en halvcirkelformad absid. Kyrkans vinklade tak var ursprungligen täckt med stenplattor och i dess klocktorn finns Hvars äldsta kyrkklocka som är från år 1487. I kyrkan hänger altartavlan "Vår Fru med sankt Nikolaus", ett verk av den italienske målaren Padovanino.
Helige Andes kyrka tjänade som huvudkyrka för invånarna från den närliggande byn Grablje som fram till 1600-talet saknade en egen kyrkobyggnad. Under den kortvariga franska förvaltningen av Hvar som varade åren 1806–1813 upplöstes Helige Andes brödraskap. Under det österrikiska styret år 1861 ersattes det tidigare religiösa brödraskapet av Sankt Nikolaus brödraskap som sedan dess sköter driften av kyrkan.  